# Gouabila
Gouabila est un village situé dans la région de l'Est du Cameroun à proximité de la frontière de la République centrafricaine. Il dépend du département de la Kadey et de la commune de Mbang (le village se trouvant à 68 km du centre-ville de Mbang).

## Population
Lors du recensement de 2005, on y dénombrait 153 personnes.
En septembre 2019, Gouabila comptait 174 habitants.